# Rheinturm
Rheinturm je 240.5 metra visok radio i telekomunikacijski toranj u Düsseldorfu, glavnom gradu njemačke pokrajine (Bundesland) Sjeverna Rajna-Vestfalija. 
Izgradnja tornja je započela 1979. a završena 1981. godine. U njemu su smještene antene za analogni radio, FM i TV odašiljači. Na visini od 174.5 metra se nalazi rotirajući restoran a na 170 metara visine nalazi se platforma s koje se može promatrati panorama grada. To je najviša zgrada u Düsseldorfu.
Rheinturm je inauguriran 1. prosinca 1981. U njega je ugrađeno 7.500 kubičnih metara betona i težak je 22.500 tona. Prije 15. listopada 2004., prije montiranja antene za DVB-T signale, bio je visok 234.2 metra.
Platforma za promatranje panorame, svakodnevno je otvorena za posjetitelje od 10:00 do 23:30 sati. Specijalna atrakcija, koja se nalazi na tornju je, i svjetlosni sat smješten na osovini tornja. Dizajnirao ga je Horst H. Baumann a zove se Lichtzeitpegel   
(Svjetlosni nivo vremena) i ta svjetlosna skulptura na Rheinturmu je najveći svjetski digitalni sat. 
Atrakcija tornja je i rotirajući restoran koji se za vrijeme jednog sata okrene 360 stupnjeva.

## Vanjske poveznice
- 360° Interaktivna panorama
- Rheinturm Restauranti Top 180 i bistro Panorama  Arhivirana inačica izvorne stranice od 13. travnja 2014. (Wayback Machine), Günnewig GmbH & Co. KG (njem.) (engl.)